# Adam III de Bethsan
 (mai 2025).
Adam III de Bethsan, mort avant novembre 1179, est un croisé d'origine française qui devient seigneur de Bethsan dans le royaume de Jérusalem. Il est le fils aîné de Gramand Ier de Bethsan, précédent seigneur de Bethsan, et de son épouse Marguerite Brisebarre.
Par la lignée paternelle, il est issu d'une branche cadette de la maison de Béthune qui s'est installée dans le royaume de Jérusalem à l'issue de la première croisade et où elle a obtenu la seigneurie de Bethsan.
Peu après 1174, son père décède et il lui succède en tant que seigneur de Bethsan.
Il épouse Helvis de Milly, fille de d'Henri de Milly dit le Buffle, seigneur d'Arabia Petra, et d'Agnès Granier, avec qui il a un enfant :
- Gramand II de Bethsan, qui succède à son père.

La date de sa mort est inconnue, mais il est indiqué comme décédé au 24 novembre 1179, et son fils Gramand II lui succède comme nouveau seigneur de Bethsan.